# Смайлі (острів)
72°40′00″ пд. ш. 78°20′00″ зх. д. / 72.666666666667° пд. ш. 78.333333333333° зх. д.
Острів Смайлі (англ. Smyley Island) — антарктичний острів, що знаходиться біля Антарктичного півострова. Острів 61 км завдовжки і від 13-34 км завширшки і розташований приблизно 20 км на північ від острова Кейс. Він з'єднується з шельфовим льодовиком Штанге і відділений від острова Александр входом Ронне. Острів Смайлі — один із 27 островів Землі Палмера в Антарктиді.

## Відкриття та найменування
У 1939–1941 роках Антарктична служба Сполучених Штатів вперше визначила острів Смайлі як півострів материкової Антарктиди та назвала його мисом Смайлі. У 1968 році він був визначений як острів на карті Геологічної служби США. Острів названий на честь капітана Вільяма Х. Смайлі, американського капітана морського судна «Огайо» в 1841–42 роках.

## Птахи
Ділянка площею 497 га на припаї поблизу Скорсебі-Хед, на північному березі острова, була визначена BirdLife International як важлива орнітологічна територія (IBA), оскільки вона підтримує колонію з близько 6000 імператорських пінгвінів, на основі супутникових зображень 2009 року.